# Cuca (Galați)
Pour les articles homonymes, voir Cuca.
Cuca est une commune du județ de Galați en Roumanie.